# Gilles Verdiani
Gilles Verdiani est un écrivain, scénariste et cinéaste français né à Marseille le 13 janvier 1966.

## Biographie
Après avoir créé et dirigé, avec Cédric Scandella, la revue Crise du cinéma (5 numéros, 1992-1993), Gilles Verdiani entre en 1994 au magazine de cinéma Première comme critique et reporter.
Il quitte Première en 2000 pour travailler comme journaliste et éditeur au sein de l'hebdomadaire Elle. Il écrit parallèlement pour TéléCinéObs, le supplément du Nouvel Observateur. Sa collaboration avec Elle prend fin en 2004.
En 2000, il crée avec le plasticien et compositeur Nils Thornander le groupe artistique La Zone Erogène. Complété ensuite par Catherine Rosane et Brian Lucas, cet ensemble qui se présente comme un « Laboratoire de Life Design », produit des œuvres numériques (vidéo, musique) et des performances interactives (De la réception comme un des beaux-arts, 2006). 
En 2006, il entre dans l'équipe de l'émission Le Cercle sur Canal + Cinéma, animée successivement par Daphné Roulier, Frédéric Beigbeder, Augustin Trapenard et Alain Kruger. Il en restera pendant vingt ans l'auteur et le conseiller éditorial. 
En 2007, il publie un essai esthétique, Moratoire sur le champ/contrechamp (et autres mesures urgentes pour une vraie réforme de l'audiovisuel). Ce livre fait l'objet d'un entretien avec Quentin Jagorel, publié en octobre 2013 dans la revue Profondeur de champs.
En 2009, il coécrit avec Christophe Turpin et Frédéric Beigbeder le scénario de L'amour dure trois ans, film réalisé par Frédéric Beigbeder et sorti en janvier 2012.
En mai 2012, il publie un essai sur la parentalité, Mon métier de père. Pourquoi est-ce si compliqué d'élever ses enfants ?
En août 2012, il produit et anime avec Clothilde Pierre La Zone Érogène, une émission d'été sur France Culture, autour du rôle de l'imaginaire érotique dans la création artistique.
En mars 2014 paraît son premier roman, La Nièce de Fellini.  
En septembre 2014, il publie avec Quentin Jagorel et Paul Grunelius une tribune dans Le Monde dénonçant le système économique du cinéma français. 
En décembre 2015, son premier long métrage, Réception (save the date), est distribué en VOD. Ce film est signé par La Zone Érogène, la musique et les décors sont de Nils Thornander.
Entre 2023 et 2024 il publie aux Editions Musidora La Vie Secrète de Sarah Bernhardt, un roman-feuilleton en 6 épisodes, illustré par Franck Biancarelli.
En avril 2025 il présente son deuxième long-métrage, Le Spectacle est vivant, un documentaire tourné pendant le festival Le Geste qui Conte, dans le village de Brigueuil.

### Autre
- Membre du jury du prix littéraire Rive Gauche à Paris, de sa création en 2011 jusqu'en 2017[8].

## Filmographie
- Sic transit (26 min, 1992) : scénariste et réalisateur[9]
- L'amour dure trois ans (2012) : scénariste[10],[11],[12]
- Reception (Save the date) (2016) : scénariste et réalisateur[13],[14]
- Sam, saison 6 (2022) et saison 7 (2024) : co-scénariste
- Le Spectacle est vivant (75 mn, documentaire, 2025) : réalisateur

## Publications
- Moratoire sur le champ/contrechamp (et autres mesures urgentes pour une vraie réforme de l'audiovisuel), Sanzo Kuhnam, 2007
- « Mythologie suave », in La Revue littéraire, no 40, juin 2009
- Mon métier de père. Pourquoi est-ce si compliqué d'élever ses enfants ?, éditions Lattès, 2012 ; Marabout, 2014, pour l'édition de poche[15],[16]
- La Nièce de Fellini, éditions Écriture, 2014
- La Vie secrète de Sarah Bernhardt roman-feuilleton en 6 épisodes, illustré par Franck Biancarelli, éditions Musidora, 2023-2024